# Vrbovac (Odžak)
Vrbovac ist ein Dorf in Bosnien und Herzegowina und gehört zur Općina Odžak. Es befindet sich in unmittelbarer Nähe der Bosnisch-Kroatischen Grenze. Die nächstgelegene größere Stadt ist das etwa 10 km entfernte Odžak. Das besondere des Dorfes ist, dass es keine offiziellen Straßen gibt. Jedoch führt die Regionalstraße R646a durch das Dorf. In Vrbovac befindet sich eine Grundschule und ein Friedhof, welcher jedoch etwa einen Kilometer vom Dorfkern entfernt liegt.

## Bevölkerung
Die Bevölkerung der 1.015 Einwohner setzt sich aus Kroaten (979 Einwohner), Serben (18) und Angehörigen anderer Volksgruppen (18) zusammen. Die meisten ständigen Bewohner von Vrbovac sind ältere Menschen. Die Einwohnerzahl von Vrbovac ist am Sinken.

## Geschichte
Im Jahre 1903/04 entstand in Vrbovac eine deutsche Kolonie, gefördert vom k.u.k. Habsburgerreich. Die Siedler kamen zunächst aus Galizien und wurden später durch Familien aus dem Banat ergänzt.

### Jugoslawienkriege
Siehe auch: Jugoslawienkriege
Im Juli 1992 besetzte die 1. Krajina-Korps der VRS (bosnisch-serbische Armee) die gesamte Region Odžak, inklusive Vrbovac.

### Zweiter Weltkrieg

#### Politischer Hintergrund
Nach dem Überfall der Achsenmächte auf das Königreich Jugoslawien im April 1941 wurde Bosnien-Herzegowina in das neu gegründete faschistische Regime des Unabhängigen Staates Kroatien (NDH) eingegliedert. Die Ustaša-Bewegung errichtete ein Terrorregime, das insbesondere gegen Serben, Juden, Roma und politische Gegner vorging.
Die Region um Odžak, zu der Vrbovac gehört, war strategisch bedeutsam und wurde mehrfach von verschiedenen Seiten (Ustaša, Chetniks, Partisanen) kontrolliert. Sie war geprägt von Repressionen, Zwangsrekrutierungen und Übergriffen auf Zivilisten.

#### Partisanenwiderstand
Ab 1942 erstarkte in der Region die Volksbefreiungsarmee Jugoslawiens (NOVJ), geführt von Josip Broz Tito. Diese kämpfte gegen die NDH, aber auch gegen andere Kräfte wie die royalistischen Chetniks. In Nordbosnien entstanden mehrere Partisaneneinheiten. Diese operierten im Raum Odžak–Bosanski Šamac–Modriča und führten gezielte Operationen zur Zerschlagung der NDH-Truppen.

#### Die Schlacht von Odžak (April–Mai 1945)
Vrbovac lag in unmittelbarer Nähe der Schlacht von Odžak, der letzten bekannten Schlacht des Zweiten Weltkriegs in Europa. Die Schlacht dauerte vom 19. April bis zur 25. Mai 1945, 17 Tage nach der deutschen Kapitulation.

### Bedeutung für Vrbovac
Vrbovac lag nur wenige Kilometer vom Hauptkampfgebiet entfernt. Es wurde wahrscheinlich als Rückzugs- oder Versorgungsort genutzt. Berichte sprechen von Bewegungen beider Kriegsparteien durch das Dorf. Konkrete militärische Auseinandersetzungen im Ort sind nicht dokumentiert, jedoch ist eine indirekte Betroffenheit durch Flüchtlinge, Plünderungen oder Repressalien anzunehmen.